# Сеньория Сидон
Сеньория Сидон (на италиански: Signoria di Sidone) е държава на кръстоносците, едно от четирите основни васални княжества на Йерусалимското кралство.
Сидон е превзет от кръстоносците през декември 1110 г. и предоставен във владение на Юсташ I Грание. Сеньорията заема крайбрежието на Средиземно море между крепостите Тиром и Бейрут. През 1187 г. земите на сеньорията са завладени от Саладин и остават под властта на мюсюлманите до 1197 г. През 1260 г. Жулиен Грание продава своите владения на тамплиерите, а след битката при Айн Джалут на 3 септември 1260 г. Сидон е разрушен от монголите. Впоследствие бившето владение на сеньорията преминава под властта на мамелюците.

## Сеньори на Сидон
- Юсташ I Грание (1110—1123)
- Юсташ II Грание (1123—1164)
- Жерар Грание (1164—1171)
- Рено Грание (1171—1187, 1197—1202)
  - Саладин (1187—1197)
- Балиан I Грание (1202—1239)
- Жулиен Грание (1239—1260)
  - Владението е продадено на тамплиерите (1260)
- Жулиен Грание (титулярен сеньор, 1260—1275)
- Балиан II (титулярен)
- Феб Лузинян (титулярен, от 1460)
- Филип Лузинян (титулярен, от 1460)

## Подчинени територии

### Сеньория Шуфа
Сеньория Шуфа е основана като васална територия на Сидон около 1170 г. Център на сеньорията е крепостта Грот Тирон. През 1256 г. Жулиен Грание продава територията на сеньория Шуфа на тевтонските рицари.
Владетели на Шуфа през ХIII век са: Андре от Шуфа, Жан от Шуфа и Жулиен от Сидон.